# Милованович, Младен
Младен Милованович (серб. Младен Миловановић; 1760, Ботунье — 1823, Златибор) — один из вождей Первого сербского восстания, 2-й (в 1807—1810 годах) и 5-й (в 1813—1814 годах) премьер-министр (председатель) Сербии, первый сербский военный министр (в 1811—1813 годах).

## Биография
Милованович родился в селе Ботунье близ Крагуевца в 1760 году.
До восстания 1804 года был торговцем крупно-рогатого скота, разбогател, сумел получить хорошее образование.
С началом Первого сербского восстания был заключён в тюрьму, после чего присоединился к восставшим Карагеоргия.
Имея хорошее образование, что было редким среди участников восстания, Милованович стал постепенно занимать высокие позиции в революционном руководстве, стал членом Правительственного совета, а затем стал премьер-министром (председателем) и военным министром.
Ему приписывается освобождение города Крушевац в 1806 году, но также засчитывается поражение на восточном фронте в 1809 году, которое в конечном итоге привело к поражению восстания 1813 года.
После поражения восстания, в 1814 году он первоначально отправился в австро-венгерский Срем, после чего отправился в Бессарабию, где с 1813 года обосновался Карагеоргий и где Милованович оставался до начала Придунайского этапа Греческой революции в 1821 году.
Греческая революционная организация Филики Этерия возлагала большие надежды на совместное выступление греков и сербов против Османской империи.
Наладить контакты с сербскими революционерами было поручено греческому военачальнику Георгакису Олимпиосу. Олимпиос был участником Первого сербского восстания, во время которого побратался с сербским военачальником Велко Петровичем, вдова которого Стана, после смерти последнего стала женой Олимпиоса. Зная о дружбе Олимпиоса с Карагеоргием, в мае 1817 года гетеристы направили Олимпиоса в Бессарабию, где находился Карагеоргий и его секретарь, грек Наум. Карагеоргий был посвящён в общество и поклялся в «вечной дружбе и искренности к греческой нации и вечной ненависти к общему врагу», приняв решение начать восстание в Сербии, одновременно с Грецией.
Однако совместное выступление греков и сербов не состоялось. Карагеоргий и Наум были убиты 13 июля 1817 года людьми Милоша Обреновича.
Греческие гетеристы начали военные действия в Дунайских княжествах не ожидая более выступления в Сербии. С вступлением Александра Ипсиланти в Яссы 22 февраля 1821 года, Милованович упоминается среди сербских военачальников вставших под знамёна гетеристов.
Есть требующая дальнейшего подтверждения историческими документами информация о том, что на последнем этапе военных действий в Дунайских княжествах Милованович командовал отрядом в 700 всадников
После поражения гетеристов, Милованович сумел в 1822 году добраться тайком до Крушеваца, но был опознан местными турками. В своей попытке выбраться в Черногорию, Милованович был убит в Златиборе в 1823 году.